# Sieneke
Sieneke, właśc. Sieneke Ashley Kristel Peeters (ur. 1 kwietnia 1992 w Nijmegen) – holenderska piosenkarka, reprezentantka Holandii podczas 55. Konkursu Piosenki Eurowizji (2010).

## Życiorys

### Wczesne lata
W wieku ośmiu lat zaczęła trenować street dance, później uprawiała taniec towarzyski. Przez lata występowała na imprezach okolicznościowych w Holandii. Podczas jednej z imprez poznała holenderską piosenkarkę Marianne Weber, która odkryła jej talent i pomogła w wydaniu jej debiutanckiego albumu studyjnego, zatytułowanego It’s My Dream. Na płycie znalazło się sześć utworów z lat 80. w wykonaniu Sieneke.

### Kariera
Za namową Weber, w 2010 zgłosiła się z piosenką „Ik ben verliefd (Sha-la-lie)” do udziału w holenderskich eliminacjach eurowizyjnych Nationaal Songfestival. 7 lutego wygrała finał selekcji dzięki zdobyciu największej liczby punktów od komisji jurorskiej oraz telewidzów, dzięki czemu została reprezentantką Holandii podczas 55. Konkursu Piosenki Eurowizji. 27 maja wystąpiła z dziewiątym numerem startowym w drugim półfinale konkursu i zajęła 14. miejsce z 29 punktami na koncie, przez co nie zakwalifikowała się do finału. Podczas występu towarzyszyły jej trzy chórzystki i dwie tancerki, a na środku sceny stała wielka szafa grająca. 
W październiku 2010 wydała swój drugi album studyjny, zatytułowany Sieneke. W 2012 wydała trzeci album, zatytułowany Eindeloos, który ukazał się pod szyldem wytwórni NRGY. Płyta promowana była przez singiel „Hé lekker ding”. W 2014 ukazał się jej kolejny singiel – „Niemand heeft je ooit gezien”, który dotarł do 65. miejsca krajowej listy przebojów.

### Życie prywatne
Jest związana z o siedem lat starszym Janem.
Poza śpiewaniem zajmuje się fryzjerstwem.

## Dyskografia

### Albumy studyjne
| 2007                             | It’s My Dream | –                    | – |
| 2010                             | Sieneke       | 29 października 2010 | 7 |
| 2012                             | Eindeloos     | 21 sierpnia 2012     | 9 |
| „ – „ pozycja nie była notowana. |               |                      |   |

### Single
| Rok  | Tytuł                                   | Pozycja na liście | Album     |
| Rok  | Tytuł                                   | NLD               | Album     |
| ---- | --------------------------------------- | ----------------- | --------- |
| 2010 | „Ik ben verliefd (Sha-la-lie)”          | 1                 | Sieneke   |
| 2010 | „Blijf vannacht bij mij”                | 11                | Sieneke   |
| 2011 | „Doe dat nooit meer”                    | 17                | Sieneke   |
| 2011 | „Vita Bella”                            | 40                | Sieneke   |
| 2011 | „Onze kracht (Hollandse kerst sterren)” | 54                | –         |
| 2012 | „Hé lekker ding!”                       | 20                | –         |
| 2012 | „Dromen alleen maar dromen”             | 25                | Eindeloos |
| 2014 | „Niemand heeft je ooit gezien”          | 65                | –         |